# Alec Chamberlain
Alec Francis Roy Chamberlain (Ramsey, Inglaterra, 20 de junio de 1964) es un ex-futbolista inglés, se desempeñaba como guardameta. Tras jugar durante más de 10 años en el Watford FC, ejerce como entrenador de porteros de dicho club.

## Clubes
| Club              | País       | Año         |
| ----------------- | ---------- | ----------- |
| Ipswich Town      | Inglaterra | 1981 - 1982 |
| Colchester United | Inglaterra | 1982 - 1987 |
| Tranmere Rovers   | Inglaterra | 1987 - 1988 |
| Luton Town        | Inglaterra | 1988 - 1992 |
| Chelsea FC        | Inglaterra | 1992 - 1993 |
| Sunderland AFC    | Inglaterra | 1993 - 1995 |
| Liverpool FC      | Inglaterra | 1995        |
| Sunderland AFC    | Inglaterra | 1995 - 1996 |
| Watford FC        | Inglaterra | 1996 - 2007 |

## Palmarés
Liverpool FC
- Copa de la Liga de Inglaterra: 1995